# 厦船重工
厦门船舶重工股份有限公司简称厦船重工，是福建省厦门市的一家造船企业，公司可追溯至1858年由英资创办的厦门船坞有限公司。中华人民共和国成立后列编为解放军海军一〇三工厂，1958年与福州军区后勤部第二修船厂和厦门修造船厂合并，改称厦门造船厂。生产过079型中型登陆舰等军品。